# Otway Woodhouse
Otway Edward Woodhouse (Londra, 21 ottobre 1855 – Brighton, 21 settembre 1887) è stato un tennista britannico.

## Biografia
Era figlio dell'agiato mercante Coventry Woodhouse, mentre la madre Anna Archer era una discendente dell'imprenditore e birraio Arthur Guinness. Di professione ingegnere ferroviario, era collaboratore dell'imprenditore e calciatore Frederick Rawson.
Nel 1880 si recò in viaggio d'affari negli Stati Uniti, e mentre soggiornava in America prese parte alla prima edizione non ufficiale degli US Open, vincendola (tuttavia il titolo non gli è riconosciuto, in quanto solo dal 1881 il torneo si tenne in maniera organizzata). Sebbene Woodhouse fosse entrato da poco nel mondo del tennis, il New York Times lo definì dopo la vittoria "uno dei migliori giocatori d'Inghilterra". Rientrato in Inghilterra, si distinse subito anche nel torneo di Wimbledon 1880, sconfiggendo futuri campioni come William Renshaw (5-6, 6-3, 6-3, 6-4) ed Ernest Renshaw (6-3, 6-3, 3-6, 6-0), venendo sconfitto solo nella finale All-comers da Herbert Lawford (5-7, 4-6, 0-6).
Negli anni successivi non riuscì a ripetersi, venendo eliminato sempre nelle fasi preliminari del torneo. A partire dal 1883 cominciò ad abbandonare il tennis, assorbito dagli impegni lavorativi e dalla salute sempre più precaria. Nel 1885, ormai indebolito dall'eccessivo carico di lavoro, si trasferì a Cannes per un soggiorno curativo, ma senza particolari benefici, e quando tornò in Inghilterra all'inizio del 1887 la sua salute era notevolmente peggiorata. Morì pochi mesi più tardi a Brighton, per i postumi di alcune febbri che aveva contratto in Francia.